# نيكولاوس أمير اليونان والدنمارك
نيكولاوس أمير اليونان والدنمارك (بالإيطالية: Nicola di Grecia)‏ (1 أكتوبر 1969) الابن الثاني لقسطنطين الثاني ملك اليونان وزوجته آن ماري ملكة اليونان.

## روابط خارجية
- نيكولاوس أمير اليونان والدنمارك على موقع IMDb (الإنجليزية)